# 达尼老·里尔科
达尼老·馬里安·里爾科（波蘭語：Stanisław Marian Ryłko；1945年7月4日—）是波蘭籍天主教司鐸級樞機及現任聖母大殿總鐸。

## 生平
1945年7月4日，里爾科出生在波蘭南部安德雷胡夫。他於1963年進入克拉科夫神學院，並在那裡得到道德神學學位，之後就讀於羅馬宗座額我略大學，獲得了社會科學博士學位。1969年3月30日，里爾科在克拉科夫總教區由卡羅爾·約澤夫·沃伊蒂瓦樞機(日後的若望·保祿二世)晉鐸。
1987年，他被遣派至羅馬，在平信徒委員會負責公教青年工作。期間，他同时負責組織1989年和1991年的世界青年日活動。
1996年1月6日，時任教宗若望·保祿二世晉牧任命里爾科為聖座平信徒委員會秘書長，領銜諾維卡總教區總主教。2003年10月4日，他接替詹姆斯·弗朗西斯·斯塔福德樞機，擔任聖座平信徒委員會主席。
2007年11月24日，時任教宗本篤十六世冊封里爾科為執事級樞機，2018年5月任滿十年獲提升為司鐸級樞機。
2016年9月1日平信徒委員會併入新成立的平信徒暨家庭與生命部，他因而卸任委員會主席。同年12月28日獲任命為聖母大殿總鐸。

## 牧徽

达尼老·里尔科枢机牧徽